# George Sewell
George Sewell (ur. 31 sierpnia 1924, zm. 1 kwietnia 2007) – brytyjski aktor znany głównie dzięki roli w filmie Dopaść Cartera z 1971 roku.

## Życiorys
George Sewell urodził się w Londynie. Gdy miał 14 lat porzucił naukę, by pracować razem z ojcem drukarzem. W czasie II wojny światowej walczył jako żołnierz RAF-u. Po demobilizacji podejmował się wielu zajęć. Znalazł zatrudnienie m.in. w marynarce handlowej, a następnie w firmie turystycznej. Nigdy nie zamierzał zostać aktorem, chociaż jego brat Danny całkiem dobrze radził sobie w tym fachu. Dopiero znajomy z RAF-u, a zarazem absolwent Królewskiej Akademii Sztuk Dramatycznych Dudley Sutton zachęcił George'a do wzięcia udziału w przesłuchaniach do sztuki Fings Ain't Wot They Used To Be przygotowywanej przez Joan Littlewood. Udało się. George Sewell zadebiutował jako aktor w wieku 35 lat. Po sukcesach na scenie (m.in. Sparrows Can't Sing, Oh, What a Lovely War) zainteresował się występami przed kamerą. Po raz pierwszy stanął przed nią w 1963 roku.